# 湯川なつめ
湯川 なつめ（ゆかわ なつめ、1995年1月29日 - ）は、日本のモデル・女優である。奈良県出身、株式会社なないろ所属。血液型A型。特技は打楽器、高速瞬き、ウォーキング、ソフトテニス。

## 出演

### 映画
- 劇場（2020年4月17日公開、松竹）
- あの子は貴族

### テレビドラマ
- 偽装不倫 （日本テレビ）
- ウルトラマンZ （テレビ東京） - 第5話 通行人 役

### バラエティ番組
- 仰天ハプニング130連発!（フジテレビ）
- 超かわいい映像連発!どうぶつピース!!（テレビ東京）
- ザ!世界仰天ニュース（日本テレビ）
- 爆報! THE フライデー （TBSテレビ）
- 踊る!さんま御殿!! （日本テレビ）
- 0.1％の奇跡！逆転無罪ミステリー 第3弾 （テレビ東京）
- たけしのニッポンのミカタ! （テレビ東京）

### CM
- はなどんやアソシエ「花材なら、はなどんやアソシエ」
- イズミ 「ゆめタウンの浴衣」「ゆめタウンの水着」
- 都市開発機構 「DESIGNING TOKYO」
- シャープ 「AQUOS R3」

### 舞台
- スタントウーマン！[1]（2019年）

### 広告
- バンダイ Bischa Dream!ng
- ASICS Sports Complex TOKYOBAY
- 明治安田生命（WEB）
- 野村不動産（WEB）
- 花王 キュレル
- NewsTV（WEB）
- 大正製薬 リポビタンアルコベール （WEB）